# Manfred Betsch
Manfred Betsch (* 11. Februar 1934 in Eupen; † 27. Januar 1985 ebenda) war ein belgischer Politiker der Christlich Sozialen Partei. 

## Leben und Wirken
Der ausgebildete und später selbstständige Gärtnermeister Betsch interessierte sich schon früh für die Kommunalpolitik seiner Heimatstadt und trat der Christlich Sozialen Partei bei. Innerhalb dieser Partei engagierte er sich für das freie Schulwesen und die Zweisprachigkeit und setzte sich als Mitglied des Unternehmerflügels für den bürgerlichen Mittelstand ein. 
Nachdem durch die erste Staatsreform Belgiens in den Jahren 1968 bis 1971 der deutschen Kulturgemeinschaft, wie die Deutschsprachige Gemeinschaft damals noch genannt wurde, mit der Einsetzung des Rats der deutschen Kulturgemeinschaft (RdK) eine eigene Volksvertretung zugestanden wurde, gehörte Betsch seit der konstituierenden Sitzung am 23. Oktober 1973 als eines der ersten gewählten Mitglieder dieser neuen Institution an. In den Jahren 1977 und 1981 wurde er erneut in den Rat und zudem für die Wahlperiode von 1981 bis 1985 zu deren Präsident gewählt, nachdem er bereits zuvor als Fraktionschef tätig gewesen war. In seiner Verantwortung als Präsident lag die im Jahr 1984 erfolgte Umbenennung des Rats der deutschen Kulturgemeinschaft in „Rat der Deutschsprachigen Gemeinschaft“ (RDG) und deren Ausbau mit erweiterter Kompetenz und einer eigenen Exekutive. Darüber hinaus setzte er sich im Rahmen der zweiten Staatsreform Belgiens in den Jahren 1980 bis 1983 insbesondere für die Gleichstellung und die Interessen der deutschsprachigen Bürgerschaft Ostbelgiens ein. 
Darüber hinaus war Betsch von 1976 bis 1982 Stadtverordneter in Eupen. Als Mittelständler war er 1977 Mitbegründer der „Fördergesellschaft für Handel und Gewerbe“ (FHG) und initiierte noch zu Lebzeiten drei bedeutende Handelsmessen. Bereits seit jungen Jahren war Betsch Mitglied im Kolpingverein Eupen und leitete diesen zuletzt als dessen Präsident.
Durch seinen frühen Tod mit nur 51 Jahren waren ihm, der sich in seiner Freizeit dem Schachsport im Verein KSK Rochade Eupen gewidmet hatte, weitere politische Aktivitäten nicht mehr möglich.
Zu Ehren des verstorbenen Gründungs-Vorsitzenden der „Förder-Gesellschaft für Handel und Gewerbe“ wurde von der Industrie- und Handelskammer Eupen-Malmedy-St.Vith der Manfred-Betsch-Preis ausgeschrieben, der in unregelmäßigen Abständen an Betriebschefs mit einem Höchstalter von 35 Jahren und einer Selbstständigen-Laufbahn von maximal 5 Jahren ausgelobt wird und mit 1250 Euro dotiert ist.